# NGC 564
NGC 564 (другие обозначения — UGC 1044, MCG 0-4-154, ZWG 385.148, DRCG 7-6, PGC 5455) — эллиптическая галактика (E) в созвездии Кит, часть скопления галактик ABCG 194. Открыта Уильямом Гершелем в 1785 году, описывается Дрейером как «очень тусклый, очень маленький объект неправильной формы, восточный из двух», причём «второй объект» — NGC 560.
Галактика имеет пекулярную скорость, равную −52 км/с. Высокая лучевая скорость, 5800 км/с дала возможность использования галактики для уточнения постоянной Хаббла.
Этот объект входит в число перечисленных в оригинальной редакции «Нового общего каталога».
Галактика NGC 564 входит в состав группы галактик NGC 545. Помимо NGC 564 в группу также входят ещё 10 галактик.